# پایگاه هوایی آب‌نشین میلینوکت
پایگاه هوایی آب‌نشین میلینوکت (به انگلیسی: Millinocket Seaplane Base) یک فرودگاه همگانی بهره‌برداری هوایی است که یک باند فرود آب دارد و طول باند آن ۱۲۱۹ متر است. این فرودگاه در کشور ایالات متحده آمریکا قرار دارد و در ارتفاع ۱۵۰ متری از سطح دریا واقع شده‌است.